# مگنولیا (آیووا)
مگنولیا (به انگلیسی: Magnolia) شهری در ایالت آیووا کشور ایالات متحده آمریکا است که جمعیت آن در سرشماری سال ۲۰۱۰ میلادی، ۱۸۳ نفر بوده‌است.